# العلاقات الفنلندية الليتوانية
العلاقات الفنلندية الليتوانية هي العلاقات الثنائية التي تجمع بين فنلندا وليتوانيا.

## مقارنة بين البلدين
هذه مقارنة عامة ومرجعية للدولتين:
| وجه المقارنة                                              | فنلندا                                                                               | ليتوانيا                                                    |
| --------------------------------------------------------- | ------------------------------------------------------------------------------------ | ----------------------------------------------------------- |
| المساحة (كم2)                                             | 338.42 ألف                                                                           | 65.30 ألف                                                   |
| عدد السكان (نسمة)                                         | 5.52 مليون                                                                           | 2.79 مليون                                                  |
| الكثافة السكانية (ن./كم²)                                 | 16.31                                                                                | 42.73                                                       |
| العاصمة                                                   | هلسنكي                                                                               | فيلنيوس، كاوناس                                             |
| اللغة الرسمية                                             | اللغة الفنلندية، اللغة السويدية                                                      | اللغة الليتوانية                                            |
| العملة                                                    | يورو، ماركا فنلندية                                                                  | ليتاس ليتواني، يورو                                         |
| الناتج المحلي الإجمالي (بليون دولار)                      | 251.88 مليار                                                                         | 47.17 مليار                                                 |
| الناتج المحلي الإجمالي (تعادل القوة الشرائية) بليون دولار | 231.84 مليار                                                                         | 84.06 مليار                                                 |
| الناتج المحلي الإجمالي الاسمي للفرد دولار أمريكي          | 42.31 ألف                                                                            | 14.15 ألف                                                   |
| الناتج المحلي الإجمالي للفرد دولار أمريكي                 | 40.68 ألف                                                                            | 27.69 ألف                                                   |
| مؤشر التنمية البشرية                                      | 0.883                                                                                | 0.839                                                       |
| رمز المكالمات الدولي                                      | +358                                                                                 | +370                                                        |
| رمز الإنترنت                                              | .fi                                                                                  | .lt                                                         |
| المنطقة الزمنية                                           | ت ع م+02:00، ت ع م+03:00، أوروبا/هلسنكي ‏، توقيت شرق أوروبا، توقيت شرق أوروبا الصيفي ‏ | ت ع م+02:00، ت ع م+03:00، أوروبا/فيلنيوس ‏، توقيت شرق أوروبا |

## مدن متوأمة
في ما يلي قائمة باتفاقيات التوأمة بين مدن فنلندية وليتوانية:
- ترتبط يوينسو مع فيلنيوس باتفاقية توأمة منذ 1994.[16]
- ترتبط ريهيماكي مع يونافا باتفاقية توأمة منذ 1961.
- ترتبط تامبيري مع كاوناس باتفاقية توأمة منذ 1961.[17][17][18][18]
- ترتبط كاركيلا مع Prienai Eldership  [لغات أخرى]‏ باتفاقية توأمة.
- ترتبط Sysmä [الإنجليزية]‏ مع بيرشتوناس باتفاقية توأمة.
- ترتبط كوكولا مع ماريامبوله باتفاقية توأمة.
- ترتبط كوتكا مع كلايبيدا باتفاقية توأمة منذ 1940.[19][20][21][22]

## منظمات دولية مشتركة
يشترك البلدان في عضوية مجموعة من المنظمات الدولية، منها:
| علم المنظمة | اسم المنظمة                               | تاريخ انضمام فنلندا | تاريخ انضمام ليتوانيا |
| ----------- | ----------------------------------------- | ------------------- | --------------------- |
|             | الاتحاد الأوروبي                          | 1995                | 1 مايو 2004           |
|             | وكالة ضمان الاستثمار متعدد الأطراف        | 28 ديسمبر 1988      | 8 يونيو 1993          |
|             | منظمة التعاون الاقتصادي والتنمية          | 1969                | 5 يوليو 2018          |
|             | الأمم المتحدة                             | 14 ديسمبر 1955      | 17 سبتمبر 1991        |
|             | مركز تنسيق الحركة في أوروبا ‏              | ?                   | ?                     |
|             | منظمة حظر الأسلحة الكيميائية              | ?                   | ?                     |
|             | منظمة التجارة العالمية                    | 1995                | ?                     |
|             | منظمة الشرطة الجنائية الدولية             | ?                   | ?                     |
|             | مجلس دول بحر البلطيق                      | 1992                | ?                     |
|             | منظمة الأمن والتعاون في أوروبا            | 25 يونيو 1973       | 10 سبتمبر 1991        |
|             | مؤسسة التنمية الدولية                     | 29 ديسمبر 1960      | 23 سبتمبر 2011        |
|             | يونسكو                                    | 10 أكتوبر 1956      | 7 أكتوبر 1991         |
|             | مجلس أوروبا                               | 5 مايو 1989         | ?                     |
|             | Strategic Airlift Capability ‏             | ?                   | ?                     |
|             | الاتحاد البريدي العالمي                   | ?                   | ?                     |
|             | البنك الدولي للإنشاء والتعمير             | 14 يناير 1948       | 6 يوليو 1992          |
|             | اتفاقية السماوات المفتوحة                 | ?                   | ?                     |
|             | الاتحاد الدولي للاتصالات                  | 1 سبتمبر 1920       | 1 يوليو 1923          |
|             | مؤسسة التمويل الدولية                     | 20 يوليو 1956       | 15 يناير 1993         |
|             | المنظمة الأوروبية لسلامة الملاحة الجوية   | 2001                | 2006                  |
|             | المركز الدولي لتسوية المنازعات الاستشارية | 8 فبراير 1969       | 5 أغسطس 1992          |
|             | مجموعة الموردين النوويين                  | ?                   | ?                     |

## وصلات خارجية
- موقع وزارة الخارجية الفنلندية
- موقع وزارة الخارجية الليتوانية